# جينيوس سونوريتي
جينيوس سونوريتي (بالإنجليزية: Genius Sonority)‏ (باليابانية: ジニアス・ソノリティ株式会社)، هي شركة يابانية لصناعة ألعاب الفيديو، أسست سنة 2002، ومقرها في نيهونباشي.

## المواقع الخارجية
- الموقع الرسمي